# 伯羅斯 (印第安納州)
伯羅斯（英語：Burrows）是位於美國印第安納州卡洛爾縣的一個非建制地區。該地的面積和人口皆未知。

## 地理
伯羅斯的座標為40°40′36″N 86°30′27″W / 40.67667°N 86.50750°W，而該地的平均海拔高度為213米（即699英尺）。